# Río La Vieja
Le río La Vieja est une rivière de Colombie et un affluent du río Cauca dans le bassin versant du Río Magdalena.

## Géographie
Le río La Vieja prend sa source dans la cordillère Centrale. Il coule ensuite vers le nord avant de rejoindre le río Cauca au niveau de la municipalité de Cartago (Valle del Cauca).
Sur une grande partie de sa longueur, il sert de frontière naturelle entre le département de Valle del Cauca et les départements de Quindío et Risaralda.